# Ngamprah (plaats)
Ngamprah is een bestuurslaag in het regentschap Bandung Barat van de provincie West-Java, Indonesië. Ngamprah telt 5562 inwoners (volkstelling 2010).